# Prérikutya
A prérikutya (Cynomys) az emlősök (Mammalia) osztályának a rágcsálók (Rodentia) rendjébe, ezen belül a mókusfélék (Sciuridae) családjába tartozó nem.
Észak-amerikai fajok, a mormoták és az ürgék közeli rokonai.

## Rendszerezés
A Cynomys nembe 2 alnem és 5 faj tartozik:
- Cynomys Rafinesque, 1817
  - társas prérikutya vagy feketefarkú prérikutya (Cynomys ludovicianus) Ord, 1815 - [típusfaj]
  - mexikói prérikutya (Cynomys mexicanus) Merriam, 1892
- Leucocrossuromys Hollister, 1916
  - Gunnison prérikutyája (Cynomys gunnisoni) Baird, 1855
  - fehérfarkú prérikutya (Cynomys leucurus) Merriam, 1890
  - utahi prérikutya (Cynomys parvidens) J. A. Allen, 1905

## Életmódjuk
A prérikutyáknak figyelemre méltó társasélete van. Föld alatti városaik óriási méretűek lehetnek, szigorú törvényekkel és "polgármesterekkel". Telepeik területe több tízezer km². Számuk egyedül Texas államban több milliárd. 
Területük illathatárokkal részekre van osztva. Minden résznek "polgármestere" van 3-6 nősténnyel és 30-40 kölyökkel. Földalatti üregeik lakókamrára, illemhelyre, éléstárra, menekülési helyre (kisebb veszély esetére) és vészkijáratra vannak felosztva. Tilos belépni egymás területeire. Csupán a kölyköknek engedik meg, hogy átlépjék a határt. Ha vad játékaik közben a határon túlra tévednek, sötétedésig engedik őket ott maradni. Szívesen kényeztetik kölykeiket. Az idősebbek tiszteletet tanúsítanak egymás iránt. Mikor ketten találkoznak, meghajolnak, mint az illedelmes japánok. Két nőstény vagy egy hím meg egy nőstény átöleli és orrukat összedugva "megcsókolja" egymást. Két hím azonban agresszív, amikor találkozik. A 19. század közepén nagy irtást rendeztek a prérikutyák között, mivel sok lovasbaleset származott, abból, hogy a lovak megbotlottak a prérikutya telepek kijárataiban és lábukat törték. Ma már a prérikutya telepek az USA-ban ellenőrzés alatt vannak, s a prérikutyák kedvelt állatok. Ellenségeik miatt mindig állítanak őrt, amely figyelmeztető jelet ad, ha veszély közeledik. A prérikutyák riadója úgy hangzik, mint a kutyaugatás. A prémvadászok, akik először találkoztak e mókusszerű állatokkal, ezért nevezték el őket prérikutyának. A hímek úgy alapítanak telepet, hogy új városrészt ásnak ki, vagy legyőznek egy "polgármestert". De ha nem nyerik el a kutyanép rokonszenvét, az követi legyőzött vezetőjét, a győztes pedig ott marad alattvalók nélkül, és egyedül marad.